# Leifsbudir
Leifsbudir (en nórdico antiguo: Leifsbuðir, traducido al castellano como las cabañas de Leif) fue un asentamiento, mencionado en la Saga de los Groenlandeses, fundado por Leif Eriksson alrededor del año 1000 en la tierra que denominó Vinland.
Más tarde, 160 groenlandeses, incluidas 16 mujeres, se establecieron allí bajo el liderazgo del escandinavo Thorfinn Karlsefni, quien entró en contacto con los skrælings locales (quienes algunos autores asocian en la actualidad con los nativos americanos). Se cree que el hijo de Karlsefni, Snorri Thorfinnsson, fue el primer niño de ascendencia europea que nació en América del Norte fuera de Groenlandia. Sin embargo, el asentamiento fue temporal, los colonos se vieron obligados a abandonar Leifsbudir por razones que aún se debaten, pero entre ellas se encuentra la falta de comercio y la creciente hostilidad con los nativos, por lo que se vieron obligados en regresar a Groenlandia.
Algunos eruditos (tanto historiadores como arqueólogos) creen que Leifsbudir estuvo ubicado en L'Anse aux Meadows en la isla de Terranova. Sin embargo, el contenido narrado en las sagas de los islandeses describen un asentamiento permanente en Vinland,  y se contradice con los yacimientos arqueológicos, que sugieren que el sitio no era un asentamiento permanente, sino una instalación temporal de reparación de botes. Lo que refuerza esta afirmación es que no hay hallazgos de entierros, herramientas, agricultura o corrales de animales, sugiriendo que el lugar era habitado por temporadas, y eventualmente el sitio fue abandonado de manera ordenada.